# Больше чем голая
«Больше чем голая» — четвёртый студийный альбом российской певицы и автора песен Елены Князевой, выпущенный 23 апреля 2018 года. На диске представлено 14 композиций.

## Реакция критики
Алексей Мажаев из InterMedia дал альбому смешанную оценку. По его мнению «каких-то однозначно прорывных вещей, которые покорят публику и на порядок увеличат аудиторию Князевой, здесь пока не обнаружено». Критик отметил, что случайно включив этот альбом, слушатель, скорее всего, дослушает его до конца: «Саунд будто бы специально упрощён — что неудивительно, учитывая предыдущие проекты продюсера Величковского, — а акцент сделан на вокале и переживаниях певицы. Возможно, это было рискованно, но по факту тембра и текстов хватило, чтобы слушатель отнёсся к работе в целом позитивно».
По мнению Алексея, явный потенциал наблюдается у композиции «Серебряная», которая может помочь исполнительнице расширить аудиторию. Также он отметил песни «Личные», «Лезвия», «Дело не в тебе», «Другая», «С тобой ничего не боюсь», которые «отличаются приятными мелодиями и интересными, порой парадоксальными поэтическими образами». Не обошёл вниманием Алексей и композицию «В инстаграме», назвав её «прямой рекламой инста-блога исполнительницы». Также критик отметил, что куплетная часть известной композиции «Без крика» "почему-то стала похожа на «Дожди» Марины Хлебниковой. А финальный трек «Кто поймал белку» посчитал «шуткой для своих».
Гуру Кен в заключении своей рецензии отметил, что: «Новый альбом „Больше чем голая“ показывает, что сейчас Князева близка к более гармоничному осмыслению своей роли. Если ей удастся соединить актуальный звук с удачно найденной новой искренностью, — придет куда больший успех».

## Список композиций
| №   | Название                    | Автор(ы)      | Длительность |
| --- | --------------------------- | ------------- | ------------ |
| 1.  | «Больше чем голая»          | Елена Князева | 3:01         |
| 2.  | «С сегодняшнего дня»        | Елена Князева | 2:54         |
| 3.  | «Личные»                    | Елена Князева | 3:50         |
| 4.  | «Лезвие»                    | Елена Князева | 3:37         |
| 5.  | «В инстаграме»              | Елена Князева | 3:05         |
| 6.  | «Без крика»                 | Елена Князева | 3:30         |
| 7.  | «Ничья мелодия»             | Елена Князева | 3:42         |
| 8.  | «Дело не в тебе»            | Елена Князева | 3:05         |
| 9.  | «Серебряная»                | Елена Князева | 3:45         |
| 10. | «Другая»                    | Елена Князева | 3:27         |
| 11. | «Юра»                       | Елена Князева | 3:07         |
| 12. | «Я с тобой ничего не боюсь» | Елена Князева | 3:16         |
| 13. | «Кошка»                     | Елена Князева | 3:41         |
| 14. | «Кто поймал белку»          | Елена Князева | 3:03         |

## Видеоклипы
- «Больше чем голая»[3]
- «Личные»[4]
- «С сегодняшнего дня[5]
- «Лезвие»[6]